# 羅徐敏
羅徐敏（Luo Xumin，2002年8月5日—），中国女子羽毛球运动员。

## 主要比賽成績
只列出曾進入準決賽的國際賽事成績：
| 年份   | 賽事                     | 公開賽級別 | 項目     | 搭檔   | 成績   |
| ------ | ------------------------ | ---------- | -------- | ------ | ------ |
| 2019年 | 亞洲青年羽毛球錦標賽     | 其他       | 混合團體 | －     | 季軍   |
| 2019年 | 亞洲青年羽毛球錦標賽     | 其他       | 女子雙打 | 李怡婧 | 冠軍   |
| 2019年 | 世界青年羽毛球錦標賽     | 其他       | 混合團體 | －     | 亞軍   |
| 2019年 | 世界青年羽毛球錦標賽     | 其他       | 女子雙打 | 李怡婧 | 季軍   |
| 2022年 | 越南羽毛球國際系列賽     | 國際系列賽 | 女子雙打 | 李怡婧 | 冠軍   |
| 2022年 | 馬來西亞羽毛球國際系列賽 | 國際系列賽 | 女子雙打 | 李怡婧 | 亞軍   |
| 2023年 | 亞洲羽毛球混合團体錦標賽 | 其他       | 混合團体 | －     | 冠軍   |
| 2023年 | 美國羽毛球公開賽         | 超級300賽  | 女子雙打 | 李怡婧 | 準決賽 |
| 2024年 | 泰國羽毛球大師賽         | 超級300賽  | 女子雙打 | 李怡婧 | 亞軍   |
| 2024年 | 德國羽毛球公開賽         | 超級300賽  | 女子雙打 | 李怡婧 | 冠軍   |
| 2024年 | 中國羽毛球公開賽         | 超級1000賽 | 女子雙打 | 李怡婧 | 冠軍   |
| 2024年 | 北極羽毛球公開賽         | 超級500賽  | 女子雙打 | 李怡婧 | 準決賽 |
| 2024年 | 韓國羽毛球大師賽         | 超級300賽  | 女子雙打 | 李怡婧 | 亞軍   |
| 2024年 | 日本熊本羽毛球大師賽     | 超級500賽  | 女子雙打 | 李怡婧 | 準決賽 |
| 2024年 | 中國羽毛球大師賽         | 超級750賽  | 女子雙打 | 李怡婧 | 亞軍   |
| 2025年 | 馬來西亞羽毛球公開賽     | 超級1000賽 | 女子雙打 | 李怡婧 | 準決賽 |
| 2025年 | 印度羽毛球公開賽         | 超級750賽  | 女子雙打 | 李怡婧 | 準決賽 |
| 2025年 | 印尼羽毛球公開賽         | 超級1000賽 | 女子雙打 | 李怡婧 | 準決賽 |

| 2018-2026年 | 總決賽 | 超級1000賽 | 超級750賽 | 超級500賽 | 超級300賽 | 超級100賽 | 國際挑戰賽 | 國際系列賽 | 未來系列賽 | 其他 |